# Welsh Badminton Cymru
Die Welsh Badminton Cymru (WBC, auch Badminton Wales genannt) ist die oberste nationale administrative Organisation in der Sportart Badminton in Wales. Der Verband wurde im Januar 1928 gegründet und war zuerst unter dem englischen Namen Welsh Badminton Union (WBU) bekannt. Der Verband wird durch die walisische Badmintonnationalmannschaft repräsentiert.

## Geschichte
1927 wurden die ersten Welsh Open ausgetragen und im Januar des Folgejahres die Welsh Badminton Union ins Leben gerufen. Erster Präsident wurde Trevor Williams, der die Geschicke des Verbandes für das nächste Vierteljahrhundert leiten sollte. Im Juli 1934 war die Welsh Badminton Union Gründungsmitglied der Badminton World Federation, damals als International Badminton Federation (IBF) bekannt. Von 1939 bis 1951 wurden die Verbandsaktivitäten eingestellt. 1952 wurde die Union wieder in die IBF aufgenommen. Die Welsh Badminton Union wurde 1968 ebenfalls Mitglied im kontinentalen Dachverband Badminton Europe, zu dieser Zeit als European Badminton Union agierend. Ursprünglich war der Leistungsschwerpunkt im Norden von Wales angesiedelt, verlagerte sich aber bis zum Ende des Jahrtausends immer weiter in den Süden des Landes. Die Welsh Badminton Cymru verlagerte im Januar 2010 ihren Sitz von Cardiff Bay ins Welsh Institute of Sport in Sophia Gardens in Cardiff.

## Bedeutende Veranstaltungen, Turniere und Ligen
- Welsh Open
- Walisische Meisterschaft
- Mannschaftsmeisterschaft
- Juniorenmeisterschaft

## Bedeutende Persönlichkeiten
- Trevor Williams (ehemaliger Präsident)
- F. C. Williams (ehemaliger Präsident)
- F. R. Fisher (ehemaliger Präsident)
- Gordon Pine (ehemaliger Präsident)
- Rod Chambers (ehemaliger Präsident)
- David Davies (ehemaliger Präsident)
- David Shore (Präsident)
- Catherine McCluskey (Director)